# SV Nordring Stettin
SV Nordring Stettin was een Duitse voetbalclub uit de Pommerse stad Stettin, dat tegenwoordig het Poolse Szczecin is.

## Geschiedenis
De club werd in 1921 opgericht. De club slaagde er niet in te promoveren naar de hoogste klasse van de Kreisliga Stettin/Stargard, een onderdeel van de Pommerse competitie. In 1938 promoveerde de club wel naar de Gauliga Pommern en speelde daar drie seizoenen.
Na het einde van de Tweede Wereldoorlog werden alle Duitse voetbalclubs ontbonden, Stettin werd nu een Poolse stad en de club hield op te bestaan.